# Baureihe 408
De Baureihe 408 van het Siemens type Velaro MS, is een achtdelig elektrisch treinstel voor het grensoverschrijdend langeafstandspersonenvervoer van de DB Fernverkehr.

## Geschiedenis
In augustus 2019 schreef DB een aanbesteding uit voor maximaal 90 300 tot 320 km/u snelle hogesnelheidstreinen, multisysteemtreinen voor grensoverschrijdend gebruik, die kunnen worden gekoppeld aan de 407-serie. Het doel was om het aanbod langeafstandstreinen op de hogesnelheidslijnen snel uit te breiden. Siemens kreeg in juli 2020 de opdracht om 30 van deze treinen te leveren met een waarde van ongeveer een miljard euro; met een optie voor 60 extra treinstellen.
Begin 2022 oefende DB de optie gedeeltelijk uit en verhoogde de bestelling met 43 tot in totaal 73 treinen. De prijs voor de 43 extra treinen bedraagt 1,5 miljard euro. In mei 2023 werden er nog eens 17 besteld.
Siemens verwees naar de treinstellen als Velaro MS (Multi System), Deutsche Bahn als ICE 3neo. Bij Deutsche Bahn worden ze geclassificeerd als Baureihe 408. Ze zijn gebaseerd op het Velaro-platform en de eerdere 407-serie.
De eerste 30 treinstellen moeten eind 2024 beschikbaar zijn, tegen 2029 zouden de laatste van de 90 ICE 3neo-treinen geleverd moeten zijn.
Wijzigingen ten opzichte van de 407-serie zijn onder meer ramen die in een patroon gelaserd zijn (zichtbaar) zodat ze het gsm- en mobiele-data-signaal doorlaten, twaalf in plaats van tien toegangsdeuren per zijde, een aparte ingang met een door het treinpersoneel te bedienen rolstoellift en acht fietsplaatsen. De ICE 3neo is daardoor de eerste ICE 3 met fietsplaatsen. De treinen hebben 439 zitplaatsen, waarvan 99 in de 1e klas. Vanaf eind 2023 worden de treinen afgeleverd met een nieuw ICE-binnenontwerp.
De eerste trein was halfweg 2021 in aanbouw en werd in februari 2022 gepresenteerd in de ICE-fabriek in Berlijn-Rummelsburg. In augustus 2021 heeft het eerste treinstel (8001) voor het eerst een reis op eigen kracht afgelegd in het testcentrum van Wegberg-Wildenrath. Nadien volgden er test- en goedkeuringsritten. In januari 2022 begon het eerste treinstel van de 408-serie (Tz 8001) testritten op hogesnelheidslijnen.
In juli 2025 maakte DB een wijziging bekend: maximaal 32 van de bestelde ICE 3neo-treinstellen zullen gebouwd worden met extra landtoelatingen, naar Frankrijk en Polen, voor een extra investering van 200 miljoen euro.

## Treindiensten
De ICE 3neo is geschikt om de internationale verbindingen naar België, Nederland en Oostenrijk uit te voeren.
In december 2022 debuteerde hij in de dienstregeling op ICE-lijnen over de hogesnelheidslijn Keulen - Frankfurt.
Hij kreeg in mei 2024 van het ERA toelating voor België en Nederland.
De eerste ICE 3neo in reizigersdienst naar Amsterdam als ICE International kwam daar op 13 juni 2024 aan als ICE 254. Een dag later bracht hij voor het eerst reizigers naar Brussel. Een dag later reed volgens planning de laatste van de "oude" ICE 3M op deze verbindingen. De oude treinen werden daarna enkel nog binnen Duitsland ingezet, tot 2025, waar ze de problematische spanningsovergangen niet tegenkomen.
Op 15 juni 2024 werd de ICE3neo 8018 gebruikt voor een symbolische inauguratie in Amsterdam Centraal.
Per november 2025 zullen alle huidige getrokken treinen op de IC Berlijn tijdelijk vervangen zijn door de ICE 3neo, in afwachting van de toelating in Nederland van de ICE L.